# Na Boquinha da Garrafa (canción)
«Na Boquinha da Garrafa» es una canción de pagode del grupo brasileño Companhia do Pagode, publicada en 1995 como primera pista de su disco homónimo. La canción y su coreografía, de marcado carácter sexual, fueron un éxito en Hispanoamérica, donde aparecieron versiones en español como «El baile de la botella» de Joe Luciano.